# Йовович, Игор
Игор Йовович (род. 5 декабря 1950) — югославский и черногорский дипломат, посол Черногории в России (2016—2018).

## Биография
Йовович родился 5 декабря 1950 года в Нова-Горице (Словения, СФРЮ). Женат, отец двух детей. 
В 1969—1974 годах учился на экономическом факультете Университета имени Велька Влаховича в Титограде (сейчас Подгорица). В 1981—1983 годах обучался в Университете Южного Иллинойса в Карбондейле (Карбондейл, США), где получил степень магистра экономических наук в области экономического развития. Свободно владеет английским и словенским языками.

## Дипломатическая карьера
- 1984—1986 — Помощник президента Комитета Республики по международным отношениям.
- 1986 — Вице-президент комиссии Республики по внешним отношениям.
- 1987 — Вице-президент и и. о. Председателя Комитета Республики по внешним связям — И. о. члена Исполнительного Совета Республики Черногории.
- 1988—1989 — Секретарь Секретариата Республики по внешним связям, член Исполнительного Совета Республики Черногории.
- 1989—1990 — Советник Федерального секретаря иностранных дел Социалистической Федеративной Республики Югославии (СФРЮ).
- 1990—1998 — Посол Федеративной Республики Югославии и Союзной Республики Югославии в Эфиопии (аккредитован в Джибути и Эритрее).
- 2001—2003 — Посол в МИДе Республики Черногории.
- 2003—2004 — Посол в Министерстве иностранных дел и Национальный координатор по Пакту стабильности для Юго-Восточной Европы при Правительстве Республики Черногории.
- 2004—2006 — Посол Сербии и Черногории в Финляндии и Эстонии.
- 2006—2009 — Посол в МИДе Черногории.
- 2009—2014 — Посол Черногории в Сербии.
- 2014—2015 — Посол в Министерстве иностранных дел и европейской интеграции (МИД) и Национальный координатор в процессе по сотрудничеству Юго-Восточной Европы.
- 2015 — И. о. Государственного секретаря по политическим вопросам в Министерстве иностранных дел и европейской интеграции Черногории; государственный секретарь по политическим вопросам в Министерстве иностранных дел и европейской интеграции Черногории.
- С 8 июля 2016 года — Чрезвычайный и Полномочный Посол Черногории в Российской Федерации[1].